# Шкундин, Борис Маркович
Борис Маркович Шкундин (1908, Томск — 19.04.1999, Москва) — инженер, специалист в области гидромеханизации земляных работ, конструктор земснарядов, лауреат Сталинской премии 1951 года.
С 1926 года учился в МВТУ, затем перешёл в Московский архитектурно-строительный институт, который окончил в 1932 году по специальности механизация строительства.
- 1932−1935 в тресте «Союзмеханизация»: инженер-конструктор, затем главный инженер проектной конторы.
- 1935—1938 руководитель подразделения гидромеханизации на строительстве канала Москва-Волга, впервые в СССР широко и эффективно использовал способ гидромеханизации для сооружения плотин и дамб. Награждён орденом Трудового Красного Знамени.
- 1938—1941 на строительстве Куйбышевского гидроузла на Волге.
- 1941—1942 начальник отдела 7-й Сапёрной армии на строительстве оборонительных сооружений под Смоленском.
- 1942—1944 начальник и главный инженер Проектно-изыскательского бюро № 7 института «Гидропроект» на строительство малых ГЭС на Урале для обеспечения электроэнергией оборонных заводов.
- 1944—1953 главный инженер, с 1946 г. начальник Управления гидромеханизации Главгидро-волгодонстроя (строительство земляных сооруженийЦимлянской, Куйбышевской и Сталинградской ГЭС).
- 1953—1955 главный инженер проектной конторы «Союзгидромеханизация».

С 1955 по 1979 год работал в институте «Гидропроект», где организовал и возглавил отдел новых строительных машин. С 1969 г. главный консультант по гидромеханизации земляных работ.
В 1961 г. защитил кандидатскую диссертацию:
- Землесосы и землесосные снаряды : диссертация … кандидата технических наук : 05.00.00. — Москва ; Ленинград, 1961. — 336 с. : ил.

Автор первой в СССР монографии по гидромеханизации земляных работ (1957), более 50 изобретений (первую заявку на получение авторского свидетельства подал в мае 1932 года, ещё будучи студентом).
Сталинская премия 1951 года (в составе коллектива) — за разработку конструкции, освоение производства и внедрение в строительство мощных землесосных машин.
Заслуженный строитель РСФСР (1979). Награждён орденами и медалями.
Сочинения:
- Гидромеханизация [Текст] : Производство земляных работ при помощи воды / Инж. Б. М. Шкундин; [Предисл.: доц. А. М. Варшавский]. — Москва ; Ленинград : Госстройиздат, 1934 (Л. : тип. им. Евг. Соколовой). — 40 с., 1 с. «Оглавление» на обл. : ил.; 20х13 см.
- Насосы в строительстве [Текст] / Инж. Б. М. Шкундин. — Москва ; Ленинград : Глав. ред. строит. лит-ры, 1935 (Л. : тип. «Сов. печатник»). — Обл., 85, [3] с. : ил.; 23х15 см.
- Оборудование для гидромеханизации [Текст] / Б. М. Шкундин ; Под ред. инж. Н. Д. Холина. — Москва ; Ленинград : Глав. ред. строит. лит-ры, 1935 (М. : 1 тип. Трансжелдориздата). — Обл., 117, [2] с. : ил.; 23х15 см.
- Гидромеханизация земляных работ [Текст] / инж. Б. М. Шкундин. — Москва ; Ленинград : Госстройиздат, 1940 (Ленинград). — 248 с. : ил., черт., граф., схем.; 23 см.
- Гидромеханизация в строительстве [Текст] : Выбор оборудования, его применение и проектирование организации работ / Б. М. Шкундин. — Москва : изд. и тип. Машстройиздата в Л., 1949. — 207 с. : ил.; 23 см.
- Оборудование для гидромеханизации земляных работ [Текст] / Б. М. Шкундин, лауреат Сталинской премии. — Москва : Машгиз, 1954. — 128 с., 2 л. черт. : ил.; 22 см.
- Землесосы и землесосные снаряды. — Москва ; Ленинград : Госэнергоиздат, 1961. — 336 с. : ил.; 26 см.
- Землесосные снаряды [Текст] : [Учеб. пособие для гидротехн. специальностей вузов]. — Москва : Энергия, 1968. — 376 с. : ил.; 27 см.
- Оборудование гидромеханизации земляных работ [Текст] : [Учебник для гидроэнерг., энерг., и энергостроит. техникумов]. — Москва : Энергия, 1970. — 240 с. : ил.; 27 см.
- Землесосные работы в гидротехническом строительстве [Текст] : [Учеб. пособие для гидротехн. специальностей вузов] / Б. М. Шкундин. — Москва : Высш. школа, 1977. — 239 с. : ил.; 22 см.
- Гидромеханизация в энергетическом строительстве / Б. М. Шкундин. — Москва : Энергоатомиздат, 1986. — 223,[1] с. : ил.; 24 см.